# Cheick Keita (Fußballspieler, 1996)
Cheick Keita (* 16. April 1996 in Paris) ist ein malischer Fußballspieler.

## Karriere
Keita begann bei Paris FC mit dem Fußballspielen, bevor er bis 2011 im nationalen französischen Trainingszentrum INF Clairefontaine spielte. Danach kam er drei Jahre in der Jugendabteilung des AS Monaco unter. Nachdem er bei diversen französischen Klubs abgelehnt worden war, wechselte Keita 2014 in die Jugend des italienischen Serie-B-Vereins Virtus Entella. Dort kam er am 12. September 2015 zu seinem ersten Einsatz in der Profimannschaft, als er im Spiel gegen den AC Cesena in der Startformation stand. In seiner ersten Saison litt Keita unter Foulproblemen, die ihm bis zum Ende der Spielzeit 2015/16 elf gelbe und zwei rote Karten einbrachten. In der darauffolgenden Saison 2016/17 konnte er sich im Zweikampf steigern und holte sich nur in einem von elf Einsätzen einen gelben Karton ab.
Am 19. Januar 2017 wechselte Cheick Keita zum englischen Zweitligisten Birmingham City. Für die Blues debütierte er am 4. Februar gegen den FC Fulham. Er stand die volle Spielzeit am Platz und konnte in der Schlussphase der Partie das entscheidende 1:0-Führungstor von Lukas Jutkiewicz auflegen. Nach dem Spiel wurde Keita zum Man of the Match gekürt. In seiner ersten halben Saison bei Birmingham City kam Keita auf zehn Einsätze.
Keita kehrte am Deadline-Day 2017 nach Italien zurück, als er von Birmingham zum FC Bologna verliehen wurde. Nachdem er die ersten Monate aufgrund einer Muskelverletzung aussetzen musste und danach nur bei der U19 zum Einsatz kam, debütierte Keita erst am 18. April 2018 für Bolognas erste Elf, als er gegen Sampdoria Genua eingewechselt wurde. Danach bestritt er noch weitere drei Partien für die Rossoblu, bevor er zu Birmingham zurückkehrte.
Zur Saison 2018/19 wechselte Keita per Leihe zum belgischen Erstligisten KAS Eupen. Dort debütierte er bereits am ersten Spieltag der neuen Spielzeit. Bei der 2:5-Auswärtspleite gegen den FC Brügge stand Keita die gesamten 90 Minuten auf dem Feld.
Nach seiner Rückkehr nach Birmingham bestritt er in der Saison 2019/20 kein einziges Pflichtspiel und verließ die Blues zum Ende dieser ablösefrei.
Erst ein halbes Jahr später fand Keita einen neuen Verein. Am 4. Februar 2021 unterzeichnete er einen Eineinhalbjahresvertrag beim kroatischen Erstligisten HNK Gorica. Sein Debüt gab er am 17. Februar 2021 (Nachholung des 9. Spieltags) als Einwechselspieler beim torlosen Unentschieden gegen den HNK Rijeka.